# عين زواغة (أواد سلطان)
عين زواغة هو دُوَّار يقع بجماعة بوعروس، إقليم تاونات، جهة فاس مكناس في المملكة المغربية. ينتمي الدوّار لمشيخة أواد سلطان التي تضم 8 دواوير. يقدر عدد سكانه بـ 205 نسمة حسب الإحصاء الرسمي للسكان والسكنى لسنة 2004.

## روابط خارجية
- البوابة الوطنية للجماعات الترابية نسخة محفوظة 12 مارس 2018 على موقع واي باك مشين.
- المندوبية السامية للتخطيط